# Liste de personnalités d'Helsinki

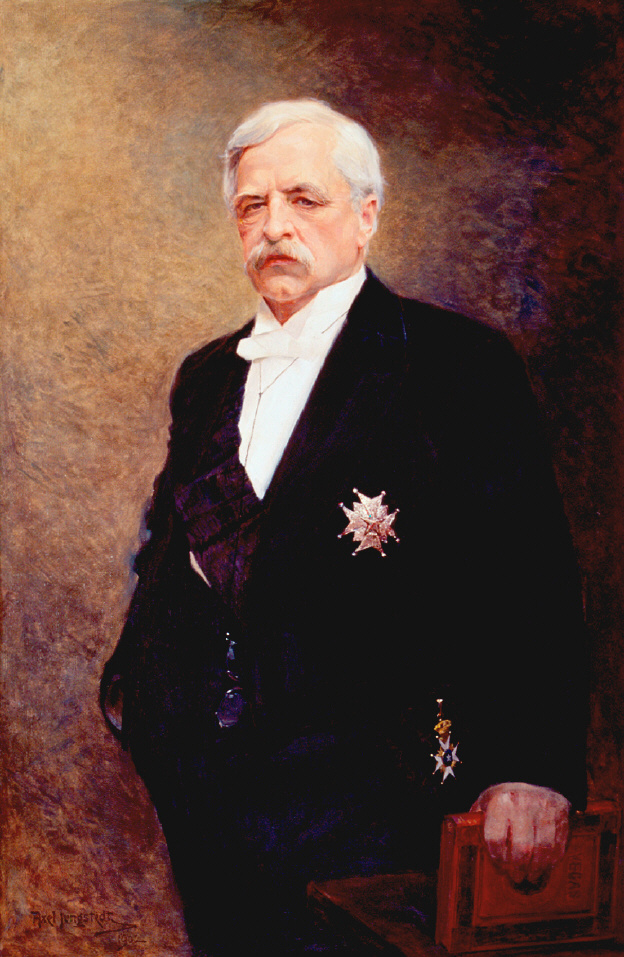
Adolf Erik Nordenskiöld, géologue, minéarologue et explorateur.

Voici une liste de personnes célèbres qui sont nées ou ont vécu à Helsinki en Finlande.

## Architecture et design
- Alvar Aalto, architecte
- Eero Aarnio, architecte d'intérieur
- Hampus Dalström, architecte
- Carl Ludvig Engel, architecte
- Theodor Höijer, architecte
- Timo Sarpaneva, designer
- Väinö Vähäkallio, architecte

## Théâtre
- Sami Hedberg, acteur et comédien
- Jukka Hildén, actrice
- Eino Jurkka, acteur et réalisateur
- Emmi Jurkka, actrice et directrice de théâtre
- Tommi Korpela, acteur
- Åke Lindman, acteur et réalisateur
- Jaajo Linnonmaa, acteur et présentateur
- Vesa-Matti Loiri, acteur et musicien
- Mats Långbacka, acteur et scénariste
- Kati Outinen, actrice
- Tauno Palo, acteur
- Matti Pellonpää, acteur
- Markku Peltola, acteur et musicien

## Arts visuels
- Adolf von Becker, peintre et professeur d'art
- Juhana Blomstedt, peintre et professeur
- Ernst Mether-Borgström, peintre
- Håkan Brunberg, peintre
- Alfred William Finch, céramiste et peintre
- Erkki Hervo, plasticien, peintre et graphiste
- Werner Holmberg, peintre
- Greta Hällfors-Sipilä, peintre
- Kaarlo Koroma, peintre et professeur
- Väinö Kunnas, peintre
- Kimmo Pälikkö, artiste plasticien et auteur
- Helene Schjerfbeck, peintre
- Ellen Thesleff, graphiste et peintre
- Sam Vanni, peintre
- Rafael Wardi, artiste visuel
- Tove Jannsson, illustratrice et autrice

## Musique
- Remu Aaltonen, musicien
- Kirill "Kirka" Babitzin, chanteur
- Paavo Berglund, chef d'orchestre
- Samu Haber, musicien
- Hector, musicien
- Reino Helismaa, parolier et compositeur
- Cisse Häkkinen, musicien
- Robert Kajanus, chef d'orchestre et compositeur
- J. Carelian, musicien
- Lill Lindfors, chanteuse et actrice
- Dave Lindholm, musicien
- Georg Malmstén, musicien et compositeur
- Oskar Merikanto, musicien et compositeur
- Michael Monroe, musicien
- Janne Ordén, rappeur
- Elastic, rappeur
- Judge Nurmio, musicien
- Iiro Rantala, pianiste et compositeur
- Tapio Rautavaara, chanteur et athlète
- Kaija Saariaho, compositeur
- Esa-Pekka Salonen, chef d'orchestre et compositeur
- Ville Valo, chanteur du groupe HIM
- Tumppi Varonen, musicien
- Maija Vilkkumaa, auteur-compositeur-interprète
- Lauri Ylönen, chanteur de The Rasmus
- Conchita, chanteuse

## Littérature
- Elmer Diktonius, auteur et poète
- Jörn Donner, auteur et réalisateur
- Paavo Haavikko, auteur, poète et éditeur
- Laura Honkasalo, auteur
- Annika Idström, auteur, traductrice et dramaturge
- Tove Jansson, auteur et peintre
- Jyrki Kiiskinen, auteur et traducteur
- Kirsi Kunnas, poètesse et académicienne
- Torsti Lehtinen, auteur
- Mikko Rimminen, auteur et poète
- Sami Parkkinen, auteur et traducteur
- Alpo Ruuth, auteur
- Harri Sirola, auteur
- Anni Swan, auteur et traductrice
- Arvo Turtiainen, poète et traducteur
- Mika Waltari, auteur
- Kjell Westö, auteur et éditeur

## Cinéma
- Peter von Bagh, historien et réalisateur du cinéma
- Erkki Karu, réalisateur et producteur
- Heikki Partanen, réalisateur et animateur
- Mauritz Stiller, réalisateur, scénariste et acteur

## Photographie
- Signe Brander
- Arno Rafael Minkkinen
- Daniel Nyblin

## Médias
- Roni Bäck, youtuber
- Seppo Heikinheimo, critique musical
- Eva Polttila, journaliste
- Yrsa Stenius, rédactrice et auteure
- Kari Toivonen, journaliste

## Sciences
- Ragnar Granit, physiologiste et prix Nobel de médecine
- Rostislav Holthoer, égyptologue
- Terho Itkonen, chercheur en langue finnoise
- Mauno Jokipii, historien
- Matti Klinge, historien
- Matti Kuusi, chercheur en poésie populaire et académicien
- Ohto Manninen, historien
- Virpi Niemelä, astronome et astrophysicienne
- Ilkka Niiniluoto, philosophe et mathématicien
- Adolf Erik Nordenskiöld, géologue, minéralogue et explorateur
- Simo Parpola, assyriologue
- Leena Peltonen-Palotie, généticienne et académicienne
- Johan Vilhelm Snellman, philosophe et homme d'État
- Hedwig von Rohden, pédagogue, conceptrice de la gymnastique allemande et de la colonie de femmes Loheland
- Artturi Ilmari Virtanen, lauréat du prix Nobel de chimie
- Edvard Westermarck, sociologue et anthropologue social
- Georg Henrik von Wright, philosophe et universitaire

## Politique
- Paavo Arhinmäki, ministre
- Anne Berner, femme politique
- Eljas Erkko, homme politique et journaliste
- K.-A. Fagerholm, homme politique
- Pekka Haavisto, député
- Tarja Halonen, présidente de la République
- Urho Kekkonen, président de la République
- Maria Ohisalo, femme politique
- Mauno Pekkala, homme politique
- Elisabeth Rehn, femme politique
- Antti Rinne, homme politique
- Anni Sinnemäki, femme politique
- Alexander Stubb, homme politique
- Jacob Söderman, homme politique
- Väinö Tanner, ministre
- Erkki Tuomioja, homme politique
- Jan Vapaavuori, homme politique
- Ben Zyskowicz, député

## Économie
- Björn Wahlroos, influenceur de la vie économique
- Aatos Erkko, éditeur et journaliste
- Karl Fazer, chocolatier
- Pekka Herlin, président du CA de Kone
- Ruben Jaari, conseiller commercial
- Alwar Niklander, conseiller commercial et PDG
- Johan Sederholm, marchand et armateur
- Nikolai Sinebrychoff, entrepreneur
- Heinrich Georg Franz Stockmann, fondateur du grand magasin Stockmann

## Sports
- Gunnar Bärlund, boxeur
- Matti Hagman, joueur de hockey
- Atik Ismail, joueur et entraîneur de football
- Jere Karalahti, joueur de hockey
- Henri Karjalainen, coureur automobile
- Emma Kimiläinen, coureur automobile
- Jari Kurri, joueur de hockey
- Tiina Lillak, lanceur de javelot
- Erkki Mustakari, journaliste
- Hanno Möttölä, basketteur
- Toni Piispanen athlète paralympique
- Mixu Paatelainen, joueur et entraîneur de football
- Kai Pahlman, footballeur et musicien
- Pasi Rautiainen, joueur et entraîneur de football
- Mika Salo, pilote de course
- Teuvo Teräväinen joueur de hockey
- Clas Thunberg, patineur de vitesse
- Esa Tikkanen, joueur de hockey
- Harri Toivonen, athlète automobile
- Ville Peltonen, joueur de hockey
- Elis Ask, boxeur
- Tapio Rautavaara, lanceur de javelot et archer

## Religion
- Ambrosius, Métropolite d'Helsinki
- Irja Askola, évêque du diocèse d'Helsinki et première femme évêque de Finlande
- Eero Huovinen, évêque du diocèse d'Helsinki
- Lennart Koskinen, évêque du diocèse de Visby
- Martti Simojoki, Archevêque

## Armée
- Erik Heinrichs, général d'infanterie
- Jarl Lundqvist, lieutenant-général
- Lauri Malmberg, Lieutenant-général
- Hjalmar Siilasvuo, Lieutenant-général
- Ensio Siilasvuo, Général
- Karl Fredrik Wilkama, général d'infanterie
- Hugo Österman, Lieutenant-général